# 张日焜
张日焜，字子钦，福建永定縣陈东乡人，清朝政治人物。
早年有文采，受左宗棠舉薦擔任知縣，后修建湖北治江堤，並在湖北擔任广济、东湖縣知縣，參加中法戰爭，擔任福建船政水师学堂监督，擢知府加三品衔。其作品有《丛枫磊石》、《山房诗文抄》、《经史金石》、《说文笔记》等。张超南、张起南是他的儿子。